# Metrodorea concinna
Metrodorea concinna är en vinruteväxtart som beskrevs av Pirani & P.Dias. Metrodorea concinna ingår i släktet Metrodorea och familjen vinruteväxter. Inga underarter finns listade i Catalogue of Life.